# Tadej Kenig
Tadej Kenig, slovenski klarinetist, * 1978, Ljubljana.
Glasbeno izobraževanje je začel s šestimi leti na GŠ Vrhnika v razredu blokflavte pri Aleksandru Müllerju. Pri devetih letih je blokflavto zamenjal z učenjem klarineta pri Slavku Goričarju. Že od naslednjega leta je bil zmagovalec mnogih republiških in takratnih zveznih (državnih) tekmovanj mladih glasbenikov.
Po končani srednji šoli se je vpisal na Akademijo za glasbo v Ljubljani, kjer je septembra 2001 diplomiral v razredu profesorja Slavka Goričarja. V času študija je prejel več nagrad na tekmovanjih mladih glasbenikov RS. Najbolj pomembni sta prva nagrada v kategoriji komornih skupin s Triom Don Juan in prva nagrada v najvišji kategoriji za klarinet aprila 2001. Za izjemne uspehe je dobil Univerzitetno Prešernovo nagrado.
Od oktobra 2000 je študiral na »Hochschule für Musik der Stadt Basel« v podiplomskem razredu svetovno priznanega solista in pedagoga Françoisa Bende in magistriral leta 2004 z najvišjimi ocenami (»Solistendiplom«).
Decembra 2002 je na mednarodnem tekmovanju v Torinu v Italiji »Marco Fiorindo« v kategoriji »Clarinetto solista« dobil absolutno prvo nagrado. Nastopa kot solist z orkestri: Slovenska Filharmonija, Simfonični orkester Basel in Bratislavski komorni orkester (Orchestre Chambre Bratislava) (leta 2003 na turneji po Nemčiji, Franciji, Švici in Italiji kot solist), SNG Opera in balet Ljubljana z dirigenti kot so npr. Marko Letonja, Stefan Sanderling, Othmar Maga, Achim Koj, Loris Voltolini in drugi. 
Redno koncertira s svojo soprogo, slovensko-hrvaško violinistko Margareto Pernar Kenig v Triu ADRIARS italiansko-slovenskim pianistom in dirigentom Gianluco Marcianom.
Udeležil se je mojstrskih tečajev za klarinet in komorno glasbo pri Françoisu Bendi, A. Carbonare, T. Demengi, A Vardiu, S. Azzolliniu, F. Renggli.
Od sezone 2003/2004 je solist klarinetist orkestra SNG Opere in Baleta v Ljubljani.